# Paul Joseph Watson
Paul Joseph Watson, aussi connu sous le diminutif PJW, né le 24 mai 1982 à Sheffield (Royaume-Uni), est un youtubeur, animateur de radio et écrivain britannique,. Il est désigné par diverses sources comme appartenant à l'alt-right ,, bien qu'il ne revendique pas cette étiquette et s'identifie plutôt comme un libéral classique. Il réalise un contenu critique envers l'islam, le féminisme, la culture populaire et la gauche politique.

## Biographie
Il est éditorialiste pour le site InfoWars, fondé par Alex Jones. Depuis 2012, il est un invité régulier du programme radio The Alex Jones Show. En août 2017, sa chaîne YouTube atteint le million d'abonnés.
En juin 2018, il annonce sur Twitter qu'il rejoint le parti anti-immigration et souverainiste UKIP,.

## Publications
- (Avec Terry L. Cook), Order out of Chaos, 2015.